# Pesio
Le Pesio est un cours d'eau italien de 43 km de long qui coule dans la province de Coni, dans la région du Piémont. Il est un affluent du Tanaro et donc un sous-affluent du Pô.

## Parcours
Il est à environ 2 600 m d'altitude sur le versant nord de la Pointe Marguareis (Alpes ligures) de la confluence de diverses sources ramifiées.
Sa haute vallée est profondément encaissée dans le parc naturel du Marguareis (it). Il descend environ 1 800 mètres sur 10 km jusqu'à la chartreuse de Pesio.
De là, il continue avec un cours impétueux recevant de nombreux cours d'eau en formant des pierriers dont il est possible de comprendre, à la taille des cailloux, la violence que la rivière peut avoir dans les périodes de crue.
Il arrose le village de Chiusa di Pesio avant que sa vallée ne s'élargisse.
Il poursuit sa course vers la plaine de Mondovi, est franchi par la route nationale 28 (it). Une fois arrivé à Rocca de' Baldi, il reçoit les eaux du torrent Brobbio, son principal affluent. De là, il devient une rivière et son cours s'enfonce sur quelques dizaines de mètres formant une vallée d'amplitude discrète.
Puis arrivé à Carrù, il se jette en rive gauche de la rivière Tanaro avec un débit moyen de 10 m3/s.